# Rita Engelmann
Rita Engelmann (Berlino, 3 dicembre 1942 – Ilsede, 8 ottobre 2021) è stata un'attrice, doppiatrice e conduttrice radiofonica tedesca.

## Biografia
Rita Engelmann ha completato la sua formazione di recitazione presso la Max Reinhardt School for Drama di Berlino e ha successivamente iniziato la sua carriera di attrice con un ingaggio di sette anni allo Schillertheater , seguito da incarichi alla Comedy Berlin, alla Schaubühne di Monaco e al Theater am Dom di Colonia. Era sposata con l'attore Ulli Kinalzik.

## Filmografia

### Cinema
- Das Geständnis eines Mädchens - regia di Jürgen Büchmann (1967)

### Televisione
- Landarzt Dr. Brock - serie TV (1967-1969)
- Drüben bei Lehmanns - serie TV (1970)
- Direktion City - serie TV ( 6 episodi) (1976-1982)
- St. Pauli-Landungsbrücken - serie TV (1979-1982)
- Ein Abend mit Georg Thomalla - serie TV (1982-1985)
- 14º Distretto - serie TV (1986)

## Doppiaggio

### Film
- Caroline Goodall in Schindler's List - La lista di Schindler
- Signora Puff in SpongeBob - Il film (2004)
- Miss Faragonda in  Winx Club - Il segreto del regno perduto (2007)

### Serie televisive
- Gates McFadden in Star Trek: The Next Generation
- Jennifer Coolidge in La vita secondo Jim
- Morgan Fairchild in Friends
- Yukiko Kudo in Detective Conan (1a voce) (2002-2003)
- Judy Neutron in Le avventure di Jimmy Neutron
- Signora Puff in Spongebob (2002-2015)
- Miss Faragonda in Winx Club (2004-2012)
- Robo-Mom in  Invader Zim (2005-2006)
- Halle Burtoni in The Clone Wars (2008-2014)
- Blair Brown in Fringe (2008-2013)

## Conduzione radiofonica
- Gruselkabinett  (2005)
- Morgan & Bailey (2016)